# انفجار

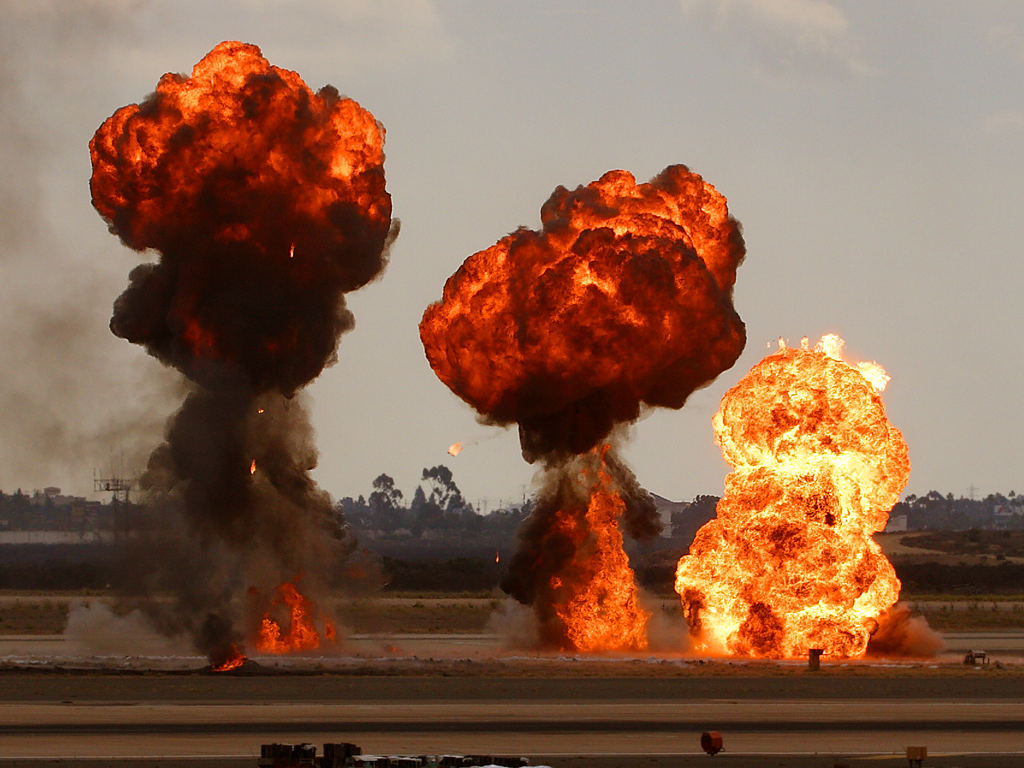
چند انفجار

انفجار به یک افزایش شدید در حجم و آزاد شدن ناگهانی انرژی می‌گویند که معمولاً با افزایش دما و آزاد شدن گاز همراه است.

## انواع انفجار
انفجارها به ۷ دستهٔ اصلی طبیعی، شیمیایی، هسته‌ای، الکتریکی، بخار، نجومی و مکانیکی تقسیم‌بندی می‌شوند که موارد مرتبط با موضوع عبارتند از:

### انفجار شیمیایی (Chemical explosion)
این انفجار در اثر واکنش بسیار سریع اکسیژن با مواد قابل اشتعال می‌باشد. تری یدید نیتروژن، فولمینات جیوه، استیلید نقره، نیترات اوره، دینامیت و پنتولیت مثالهایی از اینگونه مواد می‌باشند.

### انفجار الکتریکی
جریان شدید برق یا ولتاژ بالا می‌تواند باعث ایجاد این نوع انفجار شود. به عنوان نمونه می‌توان به ترکیدن ترانس‌ها اشاره نمود.

### انفجار بخار
علت اصلی این انفجار، انبساط بیش از حد بخار در تانک‌ها، وسل‌ها یا دیگهای بخار می‌باشد.

### انفجار مکانیکی (Burst)
این انفجار یک فرایند سخت و محکم فیزیکی مانند ترکیدن خطوط لوله یا ظروف تحت فشار می‌باشد.

## پیامدهای انفجار
انفجارها، به‌واسطه آزادسازی ناگهانی و عظیم انرژی، می‌توانند تأثیرات گسترده‌ای در ابعاد مختلف انسانی، محیط‌زیستی، اقتصادی و اجتماعی برجای بگذارند. شدت این تأثیرات بسته به نوع انفجار، موقعیت جغرافیایی، تراکم جمعیت و زیرساخت‌های موجود متفاوت است، اما در اکثر موارد، انفجارها موجب وارد آمدن خسارات جانی، تخریب گسترده و ایجاد اختلال در نظم اجتماعی و اقتصادی می‌شوند.

### پیامدهای انسانی و جانی
موجب مرگ یا جراحت شدید افراد، آسیب‌های جسمی و روانی طولانی‌مدت و نابودی خدمات درمانی می‌شود.

### پیامدهای زیست‌محیطی
شامل آلودگی خاک، آب و هوا، نابودی اکوسیستم‌های محلی و ایجاد صدمات بلندمدت به طبیعت است.

### پیامدهای اقتصادی
خسارات مالی سنگین به زیرساخت‌ها، توقف فعالیت‌های تولیدی و تجاری و هزینه‌های گزاف بازسازی را در پی دارد.

### پیامدهای اجتماعی و سیاسی
منجر به کاهش امنیت روانی، بروز ناآرامی‌های مدنی، و افزایش فشار بر نهادهای حکومتی و اجتماعی می‌شود.